# Хмельницька Ганна Йосипівна
Га́нна Йо́сипівна Хмельни́цька (* 1988) — українська плавчиня-синхроністка.

## З життєпису
Народилась 1988 року в місті Харків.
2006-го виграла бронзову медаль у довільній комбінації на Чемпіонаті Європи з синхронного плавання серед юніорів (Бонн).
Брала участь у Чемпіонаті світу з водних видів спорту-2005, -2007, та 2009 року.
У наступні роки брала участь у Чемпіонаті Європи з водних видів спорту 2008 року, здобула дві бронзові медалі в командних довільних програмах і довільній комбінації.
2010 року брала участь у FINA Synchro World Trophy (Росія), завоювала бронзову медаль (командні тематичні програмні заліки).
На Чемпіонаті Європи з водних видів спорту 2012 року виграла срібну медаль у командній комбінації.
З 2013 року є тренером із синхронного плавання спортивного товариства SincroGifa Palermo в Палермо (Італія).